# (43293) Banting
(43293) Banting est un astéroïde de la ceinture principale.

## Description
(43293) Banting est un astéroïde de la ceinture principale. Il fut découvert le 1er avril 2000 à Reedy Creek par John Broughton. Il présente une orbite caractérisée par un demi-grand axe de 3,17 UA, une excentricité de 0,07 et une inclinaison de 6,0° par rapport à l'écliptique.

## Compléments